# Prawo i bezprawie
Prawo i bezprawie (ang. Law & Order: Trial by Jury) – fabularny amerykański serial telewizyjny emitowany przez NBC w latach 2005 do 2006. Serial jest trzecim spin-offem serialu Prawo i porządek. 

## Fabuła
Serial pokazuje rozprawę sądową łącznie z pracą prokuratorów i adwokatów.